# Отто, Ян
Ян Отто (чеш. Jan Otto; 8 ноября 1841, Пршибислав — 29 мая 1916, Прага) — чешский издатель, общественный деятель и меценат.

## Биография
Старший сын в семье солдата, Ян Отто, ввиду отсутствия средств на получение высшего образования, поступил в ученики в типографию издательства Verlag Ed. Gréger. Проработал 10 лет в этом издательстве конторщиком. Благодаря женитьбе на дочери крупного пражского книготорговца Яна Поспишила и личным деловым качествам, сумел открыть собственное дело. В 1874 году Отто создал процветающее предприятие по продаже книг, преобразованное позднее в издательство. В 1899 году он продал типографию и образовал Чешское графическое общество Уния (нем. Tschechische grafische Gesellschaft Unie). Благодаря сотрудничеству с пражским Карловым университетом книготорговля Отто приобрела статус «университетской».
Помимо издательской и коммерческой деятельности Ян Отто активно участвовал в общественной жизни своей родины. Он был членом союза чешских художников Умелецка беседа, членом комитета по возведению Народного театра в Праге, был членом сенатского совета и председателем правления Предпринимательского банка (Živnostenská banka), членом организационных комитетов ряда выставок. В 1912 году он становится членом парламента Австро-Венгрии (Рейхсрата). Был близко знаком с будущими президентами независимой Чехословакии Томашем Г. Масариком и Эдвардом Бенешем.
Отто материально поддерживал многочисленные чешские патриотические общественные организации; на его средства был создан мемориал на могиле Яна Жижки в Пршибиславе.

## Издания
Наиболее значимым изданием, выпущенным Отто, стала «Научная энциклопедия Отто» (чеш. Ottův slovník naučný), вышедшая в 27 томах в период с 1888 по 1909 год, и по сегодняшний день не утратившая своего значения (в настоящее время она выпущена также на CD). Помимо полной версии энциклопедии в 1908 году вышло в свет также и её карманное издание. Большое значение также имело издание «Жизни животных» Брема.
Кроме этого, издательство Отто выпускало художественную литературу в сериях «Салонная библиотека», «Русская библиотека», «Библиотека золотого града Прага», «Библиотека общения», «Мировая библиотека» и «Английская библиотека». Вышли собрания сочинений классиков чешской литературы Алоиса Йирасека, Якуба Арбеса, Каролины Светлой, Ярослава Врхлицкого и других, драматические произведения Шекспира, собрание мировой поэзии.
В издательстве увидели свет записки о путешествиях в самые отдалённые части света (в том числе Эмиля Голуба и Фритьофа Нансена), научная и учебная литература по математике, философии, филологии, медицине, истории, политике и праву, народному хозяйству, а также словари итальянского, русского, немецкого, французского и польского языков. У Отто вышли из печати художественные альбомы живописцев Вацлава Брожика, Антонина Хитусси и Миколаша Алеша.
Ян Отто издавал также многочисленные газеты и иллюстрированные, юмористические и научные журналы.

## Награды
Отто был награждён рядом орденов и медалей, и в их числе:
- Золотая медаль города Прага (1886)
- Орден Франца-Иосифа (1891)
- Орден Железной короны 3-го класса (1898)
- Золотая медаль парижской Всемирной выставки (1900)